# Пастуви Пожаревац
Пастуви Пожаревац су клуб америчког фудбала из Пожаревца у Србији. Основани су 2003. године и своје утакмице играју на стадиону Хиподром. Такмиче се тренутно у Првој лиги Србији, другом рангу такмичења - Група Југ.